# Solohubivka, Orativ
Solohubivka (în ucraineană Сологубівка) este o comună în raionul Orativ, regiunea Vinnița, Ucraina, formată numai din satul de reședință.

## Demografie
Componența lingvistică a satului Solohubivka
     Ucraineană (99,04%)
     Alte limbi (0,96%)
Conform recensământului din 2001, majoritatea populației satului Solohubivka era vorbitoare de ucraineană (99,04%), existând în minoritate și vorbitori de alte limbi.